# Особняк Бормана
Особняк Ж. Бормана — памятник архитектуры начала XX века. Находится в посёлке Комарово по адресу Морская улица, дом № 14.

## История

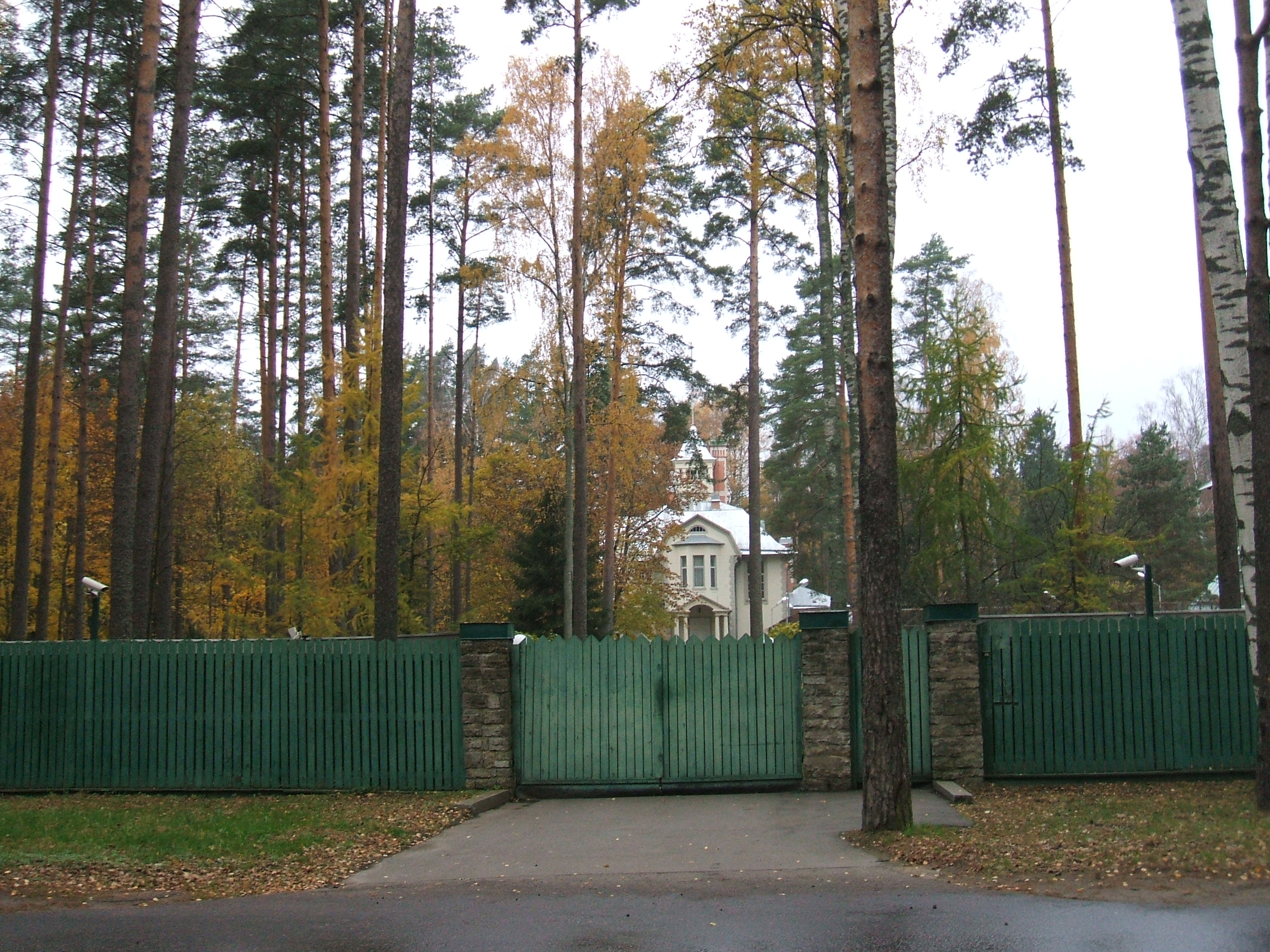

Считается, что владельцем особняка на этом участке (как и соседнего участка по Морской улице, 8) был Георгий Григорьевич (Жорж) Борман — российский предприниматель, потомственный почётный гражданин, директор кондитерского товарищества «Жоржъ Борманъ». Некоторые источники описывают здание как «дом на участке Эргардта».
После войны здесь стали селить руководителей Ленинграда (кроме Григория Романова).
В июне 2014 года власти Петербурга завершили реконструкцию комплекса зданий, подписав акт приёмки. Об этом сообщает городской комитет по строительству. На территории построены баня и бассейн для губернатора. Ранее в парке был оформлен участок по адресу Морская 14а, где построен одноэтажный частный дом.

## Документальная база
В состав комплекса построек, внесённых в Единый государственный реестра объектов культурного наследия (памятников истории и культуры) народов Российской Федерации, входят:
- жилой дом[4];
- колодец[5];
- служебный корпус[6];
- ледник[7];
- парк;
- фонтан[8].

Документальная база федерального уровня охраны:
- Постановление Правительства РФ № 527 от 10.07.2001
- Указ Президента РФ № 176 от 20.02.1995
- Решение Исполкома Ленгорсовета № 963 от 05.12.1988